# Niederrad
Niederrad är en stadsdel i Frankfurt am Main, Tyskland. Fram till år 1900 var det en självständig stad i södra Hessen. 

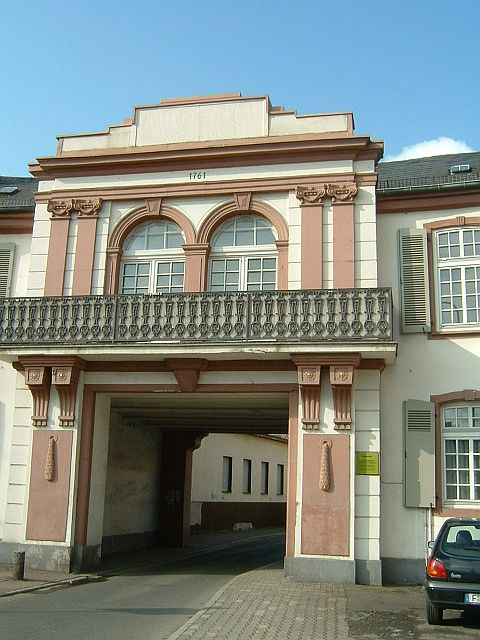
Frauenhof, en barockbyggnad i Niederrad från 1761
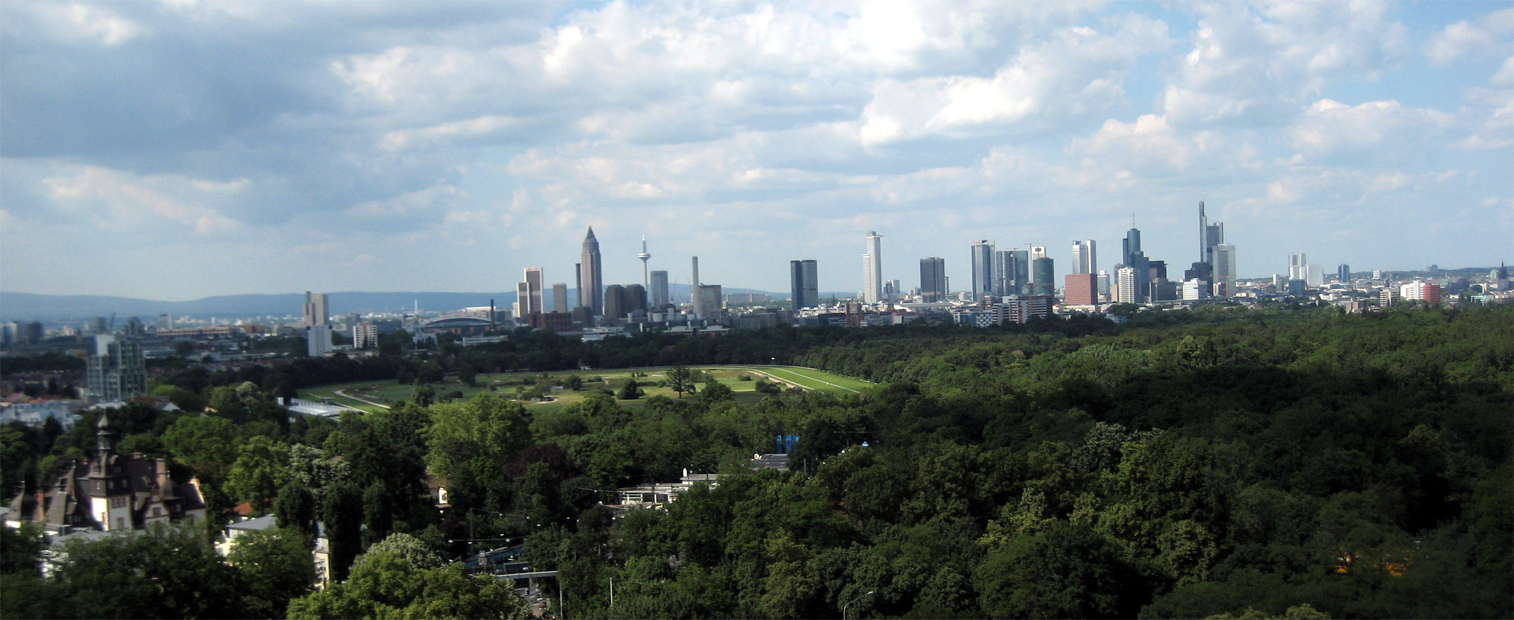
Niederrad galoppbana (stängd 2015)
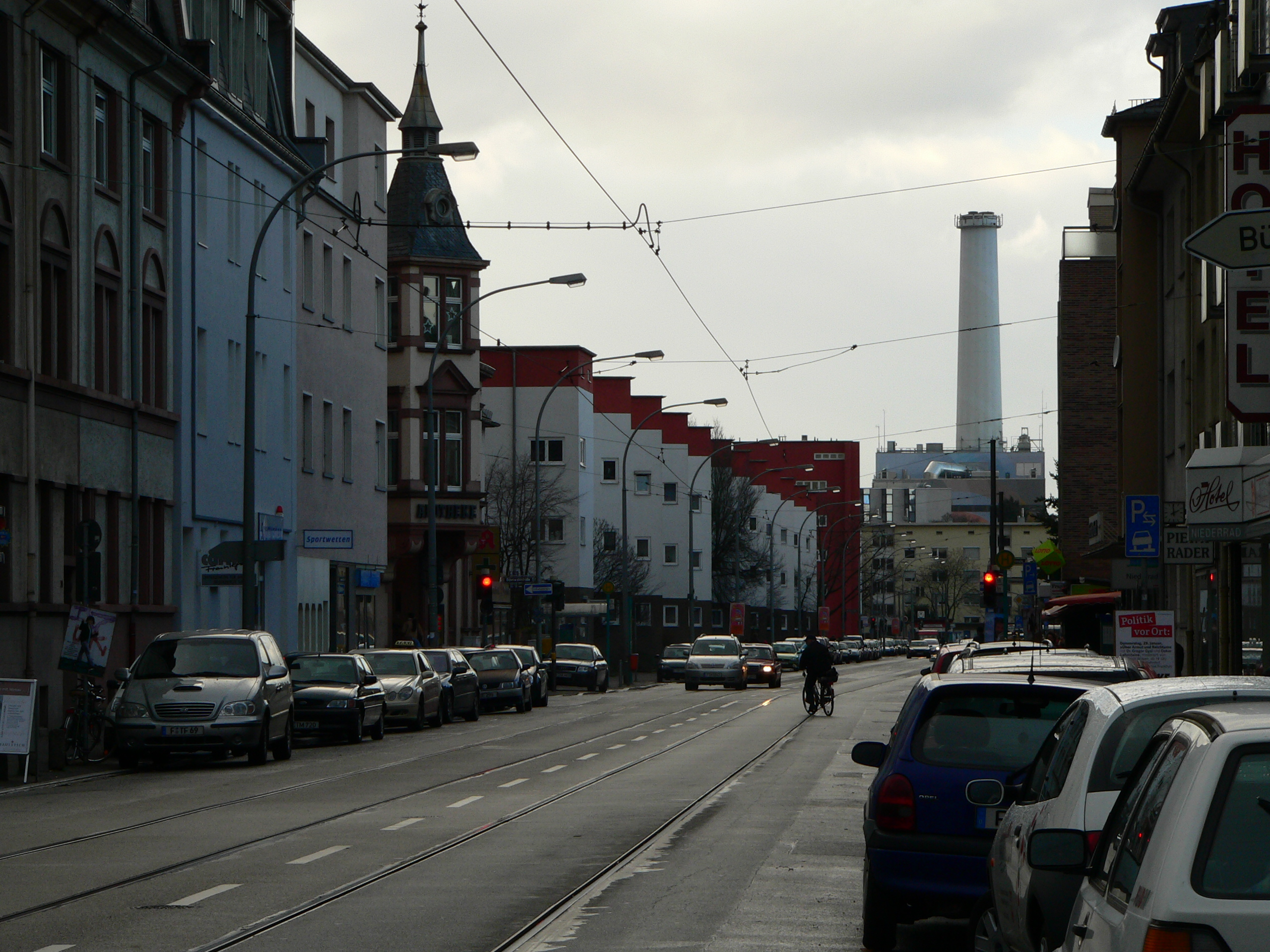
Bruchfeldstraße
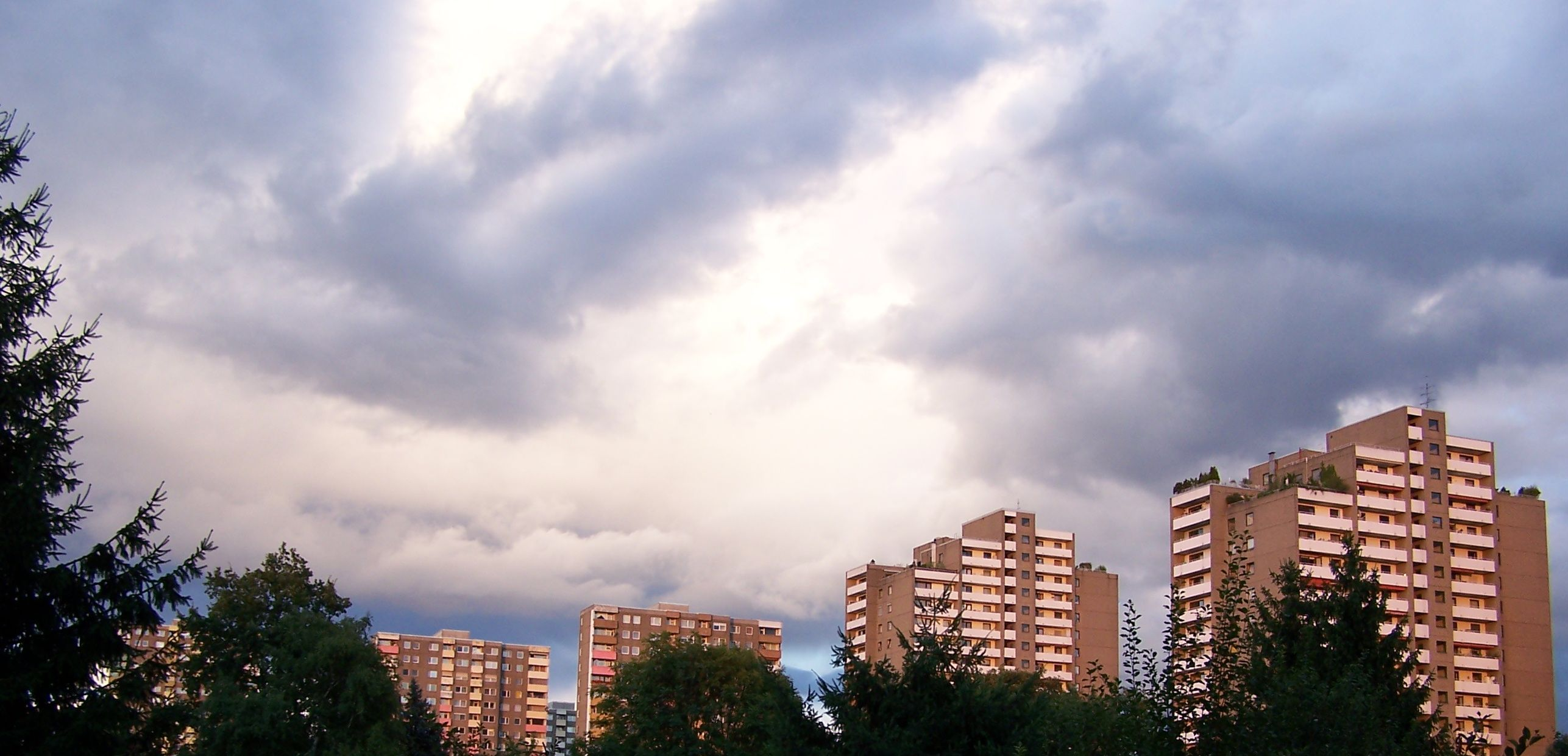
Bostadsområdet Im Mainfeld